# دسترهان (لوئیزیانا)
دسترهان (به انگلیسی: Destrehan) شهری در ایالت لوئیزیانا کشور ایالات متحده آمریکا است که جمعیت آن در سرشماری سال ۲۰۱۰ میلادی، ۱۱٬۵۳۵ نفر بوده‌است.